# 베이스 레오노르
베이스 레오노르(Base Léonore) 또는 레오노르 데이터베이스는 레지옹 도뇌르 훈장(National Order of the Legion of Honor) 회원들의 기록을 수록한 프랑스인 데이터베이스이다. 이 데이터베이스에는 1802년 레지옹 도뇌르 훈장 창설 이후 입단한 회원들과 1977년 이전에 사망한 회원들의 기록이 수록되어 있다.
2014년 1월 기준으로 이 데이터베이스에는 39만 건의 기록이 보관되어 있다.